# Красные Озёра (Тульская область)
Красные Озёра — поселок в Киреевском районе Тульской области в составе Дедиловского сельского поселения.

## География
Находится в центральной части Тульской области на расстоянии приблизительно 10 км на север-северо-восток по прямой от города Киреевск, административного центра района.

## История
Отмечен был на карте конца 1930-х годов как населенный пункт с 33 дворами.

## Население
Постоянное население составляло 19 человек (русские 100 %) в 2002 году, 18 в 2010.